# Vigdís Sigurðardóttir
Vigdís Sigurðardóttir (* 1973) ist eine ehemalige isländische Handballspielerin, die für die isländische Nationalmannschaft auflief.

## Karriere
Vigdís Sigurðardóttir gehörte mit 16 Jahren der Damenmannschaft von ÍBV Vestmannaeyja an. Mit ÍBV stand sie im Jahr 1994 im Finale des isländischen Pokals, das mit 17:18 gegen Víkingur Reykjavík verloren wurde. Die Torhüterin parierte im Spiel neun Würfe, davon zwei Siebenmeter. Ein Jahr später wechselte Vigdís Sigurðardóttir zum Ligarivalen Haukar Hafnarfjörður, mit dem sie 1996 und 1997 die isländische Meisterschaft sowie 1997 den isländischen Pokal gewann. Anschließend pausierte sie aufgrund der Schwangerschaft mit ihrer Tochter Sandra Erlingsdóttir.
Vigdís Sigurðardóttir spielte ab dem Jahr 1999 für ÍBV Vestmannaeyja, für deren Herrenmannschaft ihr Ehemann Erlingur Richardsson auflief. Im folgenden Jahr gewann sie mit ÍBV die erste isländische Meisterschaft der Vereinsgeschichte. Im dritten und entscheidenden Finalspiel parierte sie 15 Würfe. In der darauffolgenden Spielzeit gewann sie den isländischen Pokal und scheiterte im Finale der isländischen Meisterschaft an ihrem ehemaligen Verein Haukar. Im selben Jahr wurde sie zur isländischen Handballerin des Jahres gewählt. Anschließend gewann Vigdís Sigurðardóttir 2002 den isländischen Pokal sowie 2003 die isländische Meisterschaft, bevor sie im Jahr 2003 ihre Karriere beendete.
Vigdís Sigurðardóttir gab im Januar 2005 ein Comeback für ÍBV, da die Mannschaft auf ihre Torhüterin Florentina Grecu krankheitsbedingt verzichten musste. Im ersten Spiel hielt sie 17 Würfe. Auch im folgenden Jahr half sie nochmals aus und gewann einen weiteren Meistertitel. Nachdem Vigdís Sigurðardóttir anschließend nicht mehr aktiv war, hütete sie nochmals im Jahr 2010 das Tor vom mittlerweile unterklassig spielenden ÍBV.
Vigdís Sigurðardóttir absolvierte während ihrer Karriere insgesamt vier Länderspiele für die isländische Nationalmannschaft.